# Painho-de-wilson
Painho-casquilho, casquilho, painho-de-wilson ou alma-de-mestre (Oceanites oceanicus) é uma ave marinha pertencente à família Oceanitidae. É pequeno, quase totalmente preto, destacando-se o uropígio branco. Distingue-se dos outros painhos pelas patas amarelas e pelo voo "dançante".
Distribui-se pelos mares do sul, nidificando principalmente em ilhas a sul do paralelo 50 ºS. Ocorre no hemisfério norte como visitante não nidificante. Está presente ao largo das costas europeias de Junho a Setembro.

## Subespécies
São reconhecidas 3 subespécies:
- O. o. oceanicus - Atlântico sul e Oceano Índico
- O. o. exasperatus - Antárctida
- O. o. chilensis - Terra do Fogo ao Peru

Uma quarta subespécie, O. o. maorianus - Nova Zelândia, é considerada por alguns autores como uma espécie separada - Fregetta maoriana.